# Vang Jen-sou
Vang Jen-sou (Wang Yanshou) (adott neve: Ven-kao (Wénkǎo) 文考, vagy Ce-san (Zishān) 子山) költő, a Keleti Han-dinasztia idején. A jeles irodalmár és költő Wang Ji (Wang Yi) fiatalon elhunyt fia, aki az i. sz. 2. században élt és alkotott.

## Élete
Wang Jen-sou (Wang Yanshou) a Keleti Han-dinasztia kiváló irodalmárának, Vang Ji (Wang Yi) fia volt. A néhány életrajzi adata is apja – ugyan csak nem túl terjedelmes – életrajzában olvasható. Ezek szerint:

„Ifjú korában Lu (鲁) államba utazott, ahol megírta az Isteni ragyogású palota költeménye című versét. Később Caj Jung (Cai Yong) (蔡邕; 132–192) is belekezdett egy ilyen versbe, de amikor elolvasta a (Vang) Jen-sou ((Wang) Yanshou)ét, az annyira lenyűgözte, hogy be sem fejezte a sajátját. (Vang Jen-sou (Wang Yanshou)nak) egyszer egy különös álma volt, amit az Álom című versében örökített meg, hogy ezzel bátorítsa magát. Később egy folyóba esett és megfulladt, ekkor valamivel több mint húsz esztendős volt.”

Ezen kívül más pontos életrajzi adatai nem állnak rendelkezésre, feltehetően valamikor 112 és 117 között születhetett és 132 és 138 között hunyt el. Más forrás tudni véli azt is, hogy a halálát a Hsziang (Xiang) (湘) folyóban lelte útban hazafelé Luból.

## Munkássága
Az a Csü Jüan (Qu Yuan), akinek verseit elsőként épp Vang Jen-sou (Wang Yanshou) apja, Vang Ji (Wang Yi) gyűjtötte össze, kommentálta és tette közzé a Csu (Chu) elégiái című nagyhatású antológiában, költészetével egy új, szabadabb ritmusú verselést teremtett, amely később a fu 賦 nevet kapta, s a kínai költészet egyik legfontosabb versformájává lett. A Han-kor második felétől kezdve a fu hosszú évszázadokig leíró költemény maradt. Ennek egyik kimagasló tehetségű virtuózának tartották Vang Jen-sou (Wang Yanshou)t is.
A Szuj (Sui)-dinasztia (581–618) hivatalos történeti művének, a Szuj su (Sui shu)nak (《隋書》) a bibliográfiai fejezetében még említenek egy Vang Jen-sou (Wang Yanshou) összegyűjtött művei (Vang Jen-sou csüan-csi (Wang Yanshou quanji) 《王延壽全集》) című gyűjteményt, de mára mindössze csak három verse ismert.
A három fennmaradt fu-költeményéből kettőre a fent említett életrajza is hivatkozik. A legkorábbi alkotása talán a Vers a Lu-béli isteni ragyogású palotáról (Lu ling-kuang tien fu (Lu lingguang dian fu) 《魯靈光殿賦》) lehet, amelyet az életrajza szerint a Lu államban tett látogatása alatt írt. A költemény a Lu-béli Kung (Gong) (恭) király (ur.: kb. i. e. 154–129) építtette palota részlet gazdag, színpompás leírása.
Liu Hszie (Liu Xie) (kb. 465 – kb. 522) a kínai irodalomesztétika klasszikus fő művének számító Az irodalom szíve és faragott sárkányai (Ven-hszin tiao-lung (Wenxin diaolong) (《文心雕龍》) című könyvében ezt a költeményt a következőképpen méltatja: „(Vang) Jen-sou ((Wang) Yanshou) Ling-kuan (Lingguan)ja (《靈光》) pedig repülés és mozgás érzékeltetésével van tele.” A költőt magát pedig a „szabadabb ritmusú verselés” (ce-fu (cifu) 辭賦) tíz legkiválóbb művésze közé sorolja.
Az életrajz említette másik műve az Vers az álomról (Meng fu 《夢賦》), amelyet a modern irodalomtörténészek Vang Jen-sou (Wang Yanshou) leghíresebb költeményének tartanak. Az előző alkotásnál valamivel rövidebb versben a szerző egy rémálmát meséli el, amelyben démoni, természetfeletti lényekkel és mindenféle szörnnyel viaskodott egészen addig, amíg meg nem virradt, és a kakasszóra nem evilági ellenfelei elmenekültek.
A harmadik, és egyben utolsó alkotása a Vers a makákóról (Vang-szun fu (Wangsun fu) 《王孫賦》), amelyben a költő színes, eleven képekben mutatja be a makákók megjelenését és viselkedését.
A hagyomány neki tulajdonítja a „Tung-po (Tongbo) templom kőszétéléjének feliratát” (Tung-po miao-pej (Tongbo miaobei) 《桐柏廟碑》) is. A szövegből kiderül, hogy 163 elején keletkezett, vagyis valamivel Vang Jen-sou (Wang Yanshou) halálának feltételezett időpontja után. Ez alapján, valamint más, modern szövegkritikai vizsgálatok alapján szinte bizonyosan kizárható, hogy ez csakugyan Vang Jen-sou (Wang Yanshou) alkotása lenne.